# The Gathering (Testament-album)
A The Gathering a Testament nevű thrash metal együttes nyolcadik stúdióalbuma, amely 1999-ben jelent meg a Burnt Offerings kiadónál. Az album a Testament pályafutásának egyik legjobb lemeze, szupergrup felállással. A zenekar magját képező Peterson-Billy duó mellé visszatért James Murphy gitáros, hozzájuk csatlakozott a műfaj legtechnikásabb basszusgitárosa Steve DiGiorgio (Sadus, Death) és a klasszikus Slayer dobosa, Dave Lombardo.
Az előző stúdióalbum (Demonic, 1997) brutalitására építkezve írt Eric Peterson gitáros minőségi thrash-death metal dalokat. Két szám megírásában Dave Lombardo is részt vett: Careful What You Wish For és Allegiance. Az instrumentális Hammer of the Gods az eredeti megjelenés idején csak a japán kiadáson szerepelt bónuszként, de később a 2008-as Spitfire-újrakiadásra is felkerült. A kritikák az Eyes of Wrath és True Believer dalokat emelik ki az Andy Sneap hangolta lemezről, de a teljes album átlag feletti, a műfaj egyik legjobb alkotása, amellyel a Testament hosszú idő után visszakerült a stílus elitjébe.
A lemezbemutató turnét Lombardo már nem vállalta, helyére sokadszorra Jon Dette tért vissza a dobok mögé.

## Dalok
1. D.N.R. (Do Not Resuscitate) – 3:34
2. Down for Life – 3:23
3. Eyes of Wrath – 5:26
4. True Believer – 3:36
5. 3 Days in Darkness – 4:41
6. Legions of the Dead – 2:37
7. Careful What You Wish For – 3:30
8. Riding the Snake – 4:13
9. Allegiance – 2:37
10. Sewn Shut Eyes – 4:15
11. Fall of Sipledome – 4:48
12. Hammer of the Gods (instrumentális bónusz dal) – 3:11

## Közreműködők
- Chuck Billy – ének
- Eric Peterson – gitár, szólógitár
- James Murphy – szólógitár
- Steve DiGiorgio – basszusgitár
- Dave Lombardo – dob

## Külső hivatkozások
- Testament hivatalos honlap
- Testament myspace oldal